# Dirt Off Your Shoulder/Lying From You
«Dirt Off Your Shoulder/Lying From You» (en español, Cepillate el hombro/Mintiendo por ti) es el segundo sencillo del álbum mashup Collision Course. Este álbum fue lanzado en 2004 por la banda de nu metal Linkin Park y el rapero Jay-Z. En single se lanzó en comienzo en 23 de noviembre de 2004.

## Canción
Esta canción es un mashup entre la canción "Dirt Off Your Shoulder" de Jay-Z —tomado de su álbum The Black Album (2003)— y la canción Lying From You de Linkin Park —tomado de su álbum Meteora—.
Esta canción fue interpretada el 2 de julio de 2005, en el concierto de Filadelfia del Live 8.

## Lista de canciones

### Digital
Todas las canciones están escritas por Jay-Z, Timbaland y Linkin Park
1. "Dirt Off Your Shoulder/Lying From You" - 4:04
2. "Dirt Off Your Shoulder/Lying From You" (Amended Version) - 4:04